# تود سامبسون
تود سامبسون (بالإنجليزية: Todd Sampson)‏ هو كبير الإداريين التنفيذيين ومقدم تلفزيوني أسترالي وكندي، ولد في 1970 في سيدني ‏ في كندا.

## وصلات خارجية
- الموقع الرسمي